# IPhone 4S

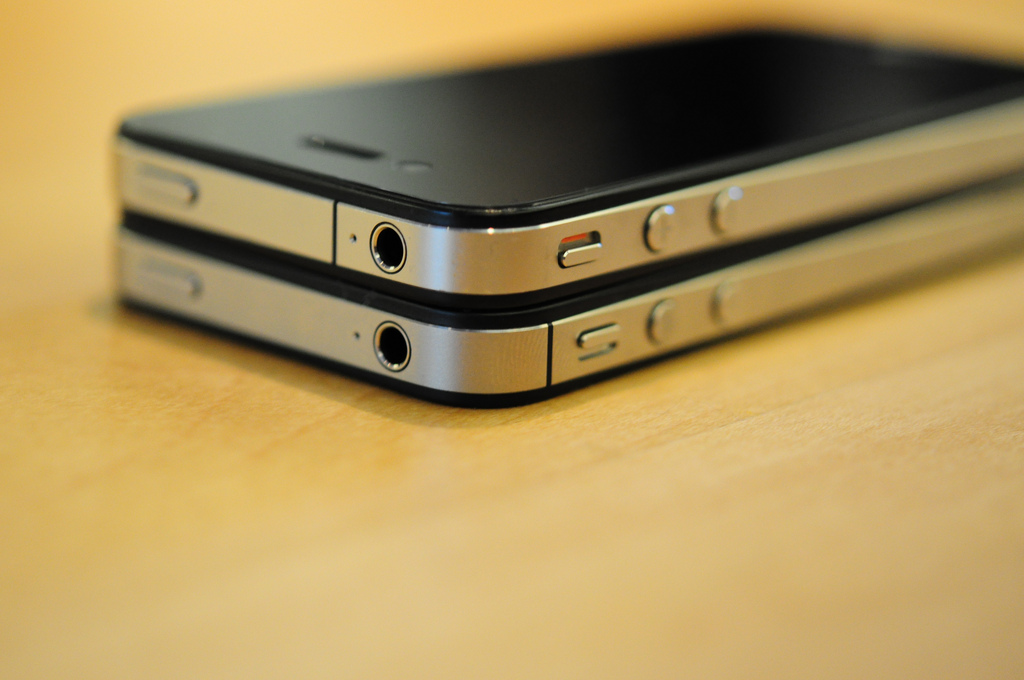
Prakticky jediný viditelný rozdíl mezi iPhonem 4 (nahoře) a 4S je jiné rozložení antény (černé pruhy)

iPhone 4S je smartphone od firmy Apple Inc., který byl představen jako nástupce modelu iPhone 4 (v pořadí se již jedná o 5. generaci iPhonu, resp. spíše o vylepšenou 4. generaci) 4. října 2011 v Apple kampusu v Cupertinu, den před smrtí spoluzakladatele společnosti Apple, Steva Jobse. Do prodeje se iPhone 4S dostal 14. října 2011.

## Hardware
Vzhledem je iPhone 4S prakticky totožný, jako jeho předchůdce iPhone 4, ze kterého plně konstrukčně vychází. Jedinou viditelnou změnou, je jiné rozložení antény (černé pruhy na bocích telefonu).
Jako procesor byl použit Apple A5 1 GHz ARMv7 (ARM 2×Cortex-A9 Dual Core – 2 jádra, grafický koprocesor PowerVR SGX 543MP2, technologie 45 nm), RAM byla použita stejná, jako v případě modelu 4, tedy ve velikosti 512 MB. Uživatelská paměť byla pevná (bez slotu pro paměťové karty), k dispozici byly velikosti 8, 16, 32, a 64 GB. Kapacita 8 GB byla používána až po zahájení prodeje modelu 5, přičemž vyšší kapacity již nebyly nabízeny.
Telefon byl stažen z prodeje po uvedení nového iPhone 6 a iPhone 6 Plus.

## Software
iPhone 4S byl dodáván s předinstalovaným operačním systémem iOS 5.0. Zařízení podporuje aktuální verzi iOS 9.3.6. Vydat tento nový iOS 9 se rozhodl Apple také zařízením s čipem A5 (který má mimochodem v sobě také iPad 2), jenž by měl být pro tato zařízení stabilnější, rychlejší a kompatibilnější. Verze iOS 10 již není na tomto iPhonu podporována.

### Siri
Model 4S se stal prvním iPhonem, který byl vybaven hlasovou asistentkou Siri, což je inteligentní osobní asistent a navigátor, který je součástí Apple iOS od verze 5. Aplikace používá přirozený mluvený jazyk. Název Siri je odvozen od zkratky pro rozpoznávání řeči. Momentálně zatím není bohužel podporována čeština, ovšem předpokládá se, že se objeví v jedné z aktualizací iOS; na 4S však již není iOS 10 a vyšší podporován.